# Jasmineira filatovae
Jasmineira filatovae är en ringmaskart som beskrevs av Levenstein 1961. Jasmineira filatovae ingår i släktet Jasmineira och familjen Sabellidae. Inga underarter finns listade i Catalogue of Life.